# 海風をつかまえて
『海風をつかまえて』（うみかぜをつかまえて）は、テレビ東京系で1991年10月13日～11月17日に放送した日曜夜9時の連続ドラマ。全6話。

## 概要
海上保安庁第三管区特捜室を舞台に、保安官の活躍と男女の恋の模様などを描いた。
海上保安大学校を卒業した千秋は現場勤務を志望して入庁、第三管区特捜室の海上保安官に着任。厳しい訓練に耐えた末、巡視艇の乗組員となった。そして千秋たちは時に犯罪組織らに立ち向かうこととなる。

## 出演者
- 片桐洋輔（キャップ）：村上弘明
- 西沢千秋：渡辺梓
- 岡崎冴子：森口瑤子
- 高橋悦史
- 竹田次郎：湯江健幸
- 山口也秋：真野圭一
- 竹内力
- ひかる一平
- 有村ヒカル（通信士）：沢村亜津佐
- 常盤貴子（第2話ゲスト）
- 石田太郎（第3話ゲスト）
- マリア（フィリピンの少女）：守谷佳央理（第3話ゲスト）
- 草見潤平（第5話ゲスト）
他

## スタッフ
- 脚本：下飯坂菊馬、今野いず美、安井国穂、神山由美子
- 演出：帶盛迪彦、長尾啓司、貞永方久
- 制作：テレビ東京

## 放映リスト
| 話数 | 放送日         | サブタイトル                         | 脚本                   | 演出     |
| ---- | -------------- | ------------------------------------ | ---------------------- | -------- |
| 1    | 1991年10月13日 | ベイエリア捜査室・巡視艇に恋の予感？ | 下飯坂菊馬、今野いず美 | 帶盛迪彦 |
| 2    | 1991年10月20日 | 横浜港大パニック！海賊放送を追跡せよ | 下飯坂菊馬、今野いず美 | 帶盛迪彦 |
| 3    | 1991年10月27日 | フィリピン－横浜・少女が乗った密輸船 | 下飯坂菊馬             | 長尾啓司 |
| 4    | 1991年11月3日  | 港を麻薬で汚すな！禁断のおとり捜査   | 下飯坂菊馬、安井国穂   | 長尾啓司 |
| 5    | 1991年11月10日 | 生き残った男・豪華クルーザー心中事件 | 神山由美子             | 貞永方久 |
| 6    | 1991年11月17日 | 無差別殺人の恐怖！ベイサイド特捜司令 | 下飯坂菊馬             | 貞永方久 |